# Watson (série de TV)
Watson é uma série de televisão americana criada por Craig Sweeny com estreia programada na CBS em 26 de janeiro de 2025. A série, descrita como um "drama médico com elementos de detetive", é centrada no personagem Dr. John  das histórias de Sherlock Holmes. por Arthur Conan Doyle.

## Sobre
Um ano após a aparente morte de Holmes nas mãos de seu arqui-inimigo Moriarty, Watson monta uma clínica para tratamento de doenças raras e incomuns, em Pittsburgh. Logo, porém, Watson deve encarar seu passado quando Moriarty emerge para lutar mais uma vez.

## Elenco
O elenco de Watson
Morris Chestnut como John Watson, um médico e ex-detetive consultor que dirige a Clínica Holmes em Pittsburgh, Pensilvânia. Eve Harlow como Ingrid Derian, uma neurologista distante, mas altamente qualificada, com um passado enigmático. Peter Mark Kendall como Stephens Croft e Adam Croft, irmãos gêmeos idênticos, atuando como especialistas em doenças infecciosas e medicina funcional na clínica. Inga Schlingmann como Sasha Lubbock, uma carismática especialista em reumatologia e imunologia. Ritchie Coster como Shinwell Johnson, um antigo conhecido criminoso de Holmes e Watson que trabalha como assistente administrativo da clínica. Rochelle Aytes como Mary Morstan, uma renomada cirurgiã da Costa Leste e ex-esposa de Watson, que atua como diretora médica da clínica.